# Stiff Upper Lip (album)
 For alternative betydninger, se Stiff Upper Lip. (Se også artikler, som begynder med Stiff Upper Lip)
Stiff Upper Lip er et album fra 2000 af hård-rock bandet AC/DC.

## Numre
Alle spor er skrevet af Angus og Malcolm Young.
1. "Stiff Upper Lip"
2. "Meltdown"
3. "House Of Jazz"
4. "Hold Me Back"
5. "Safe In New York City"
6. "Can't Stand Still"
7. "Can't Stop Rock 'N' Roll"
8. "Satellite Blues"
9. "Damned"
10. "Come And Get It"
11. "All Screwed Up"
12. "Give It Up"

## Musikere
- Brian Johnson – Vokal
- Angus Young – Lead guitar, bagvokal
- Malcolm Young – Rytmeguitar, bagvokal
- Cliff Williams – Bas, bagvokal
- Phil Rudd – Trommer, bagvokal

## Tour Edition
I januar 2001 udkom Stiff Upper Lip Tour Edition, der udover Stiff Upper Lip-cd'en indeholdt en bonusdisc med livenumre fra Madrid og videoer til albummets singler. Dette album blev kun udgivet i Australien, New Zealand og Europa.

### Spor
Disc 1
1. "Stiff Upper Lip" – 3:34
2. "Meltdown" – 3:41
3. "House of Jazz" – 3:56
4. "Hold Me Back" – 3:59
5. "Safe in New York City" – 3:59
6. "Can't Stand Still" – 3:41
7. "Can't Stop Rock 'n' Roll – 4:02
8. "Satellite Blues" – 3:47
9. "Damned" – 3:52
10. "Come and Get It" – 4:02
11. "All Screwed Up" – 4:36
12. "Give It Up" – 3:53

Disc 2
1. "Cyberspace" (B-side fra Safe in New York City-singlen) – 2:57
2. "Back in Black" (live) – 4:09
3. "Hard as a Rock" (live) – 4:49
4. "Ballbreaker" (live) – 4:39
5. "Whole Lotta Rosie" (live) – 5:26
6. "Let There Be Rock" (live) – 11:53
7. "Stiff Upper Lip" (video) – 3:50
8. "Safe in New York City" (video) – 4:01
9. "Satellite Blues" (video) – 3:55

Liveoptagelserne er fra No Bull på Plaza de Toros de Las Ventas i Madrid den 10. juli 1996.

## Video
Stiff Upper Lip Live er en liveoptagelse udgivet af AC/DC i 2001. Optagelserne stammer fra koncerten på Olympiastadion i München den 14. juni 2001.
1. "Stiff Upper Lip" (Young, Young)
2. "You Shook Me All Night Long" (Young, Young, Johnson)
3. "Problem Child" (Young, Young, Scott)
4. "Thunderstruck" (Young, Young)
5. "Hell Ain't a Bad Place to Be" (Young, Young, Scott)
6. "Hard as a Rock" (Young, Young)
7. "Shoot to Thrill" (Young, Young, Johnson)
8. "Rock and Roll Ain't Noise Pollution" (Young, Young, Johnson)
9. "What Do You Do for Money Honey" (Young, Young, Johnson)
10. "Bad Boy Boogie" (Young, Young, Scott)
11. "Hells Bells" (Young, Young, Johnson)
12. "Up to My Neck in You" (Young, Young, Scott)
13. "The Jack" (Young, Young, Scott)
14. "Back in Black" (Young, Young, Johnson)
15. "Dirty Deeds Done Dirt Cheap" (Young, Young, Scott)
16. "Highway to Hell" (Young, Young, Scott)
17. "Whole Lotta Rosie" (Young, Young, Scott)
18. "Let There Be Rock" (Young, Young, Scott)
19. "T.N.T." (Young, Young, Scott)
20. "For Those About to Rock (We Salute You)"(Young, Young, Johnson)
21. "Shot Down in Flames" (Young, Young, Scott)